# Aquarius (álbum de Tinashe)
Aquarius es el álbum de estudio debut  y el cuarto proyecto general de la artista estadounidense Tinashe, lanzado el 3 de octubre de 2014 por RCA Records. En 2011, después de la disolución del grupo de chicas The Stunners, Tinashe anunció que comenzaría una carrera en solitario. Al año siguiente, lanzó su mixtape debut In Case We Die. Después de elevar su perfil con el mixtape, Tinashe se reunió con RCA Records, donde posteriormente firmó un contrato de grabación. Después de firmar un contrato discográfico, Tinashe inmediatamente comenzó a trabajar en el álbum. Durante el proceso de grabación del álbum debut, lanzó otros dos mixtapes, Reverie (2012) y Black Water (2013).
Aquarius se tituló después del signo zodiacal de Tinashe. El álbum incorpora varios géneros, incluidos R&B, R&B alternativo y pop. La producción del álbum se caracterizó por ser sintética, con ritmos atmosféricos y minimalistas y electrónica. La composición del álbum generó comparaciones con una variedad de artistas, incluidos The Weeknd y Aaliyah. La mayoría de las canciones fueron escritas por la propia Tinashe, quien también se desempeñó como productora ejecutiva del álbum junto a Mike Nazzaro.
Tras su lanzamiento, Aquarius recibió críticas generalmente positivas de los críticos musicales, quienes elogiaron su producción, letras y temas, y los críticos lo compararon con el trabajo de Janet Jackson. El álbum debutó en el número 17 en el Billboard 200 de Estados Unidos, vendiendo 18.821 copias en su primera semana. También trazó en Australia, Francia y el Reino Unido. El álbum fue promocionado con el lanzamiento de tres sencillos: "2 On", "Pretend" y "All Hands on Deck", y el primero alcanzó el número 24 en el Billboard Hot 100.

## Antecedentes
En 2011, luego de la disolución del grupo de chicas The Stunners, Tinashe comenzó a seguir su carrera musical como solista. En febrero de 2012, vio el lanzamiento de su mixtape debut, In Case We Die. El mixtape fue apoyado por sencillos, el primero como canción promocional "Chainless", que se lanzó en iTunes el 19 de diciembre de 2011. El mixtape también incluía la canción "Boss", que se lanzó como descarga gratuita el 20 de agosto de 2012, inmediatamente después de que apareciera en un episodio de la serie Single Ladies de VH1. En julio de 2012, Tinashe firmó un contrato con RCA Records.. Posteriormente, lanzó su segundo mixtape, Reverie, el 6 de septiembre de 2012 a través de su sitio web oficial. Tinashe buscó reintroducirse de manera creativa y artística. Afirmó que el álbum era un intento de mostrar a los fanáticos quién es ella como artista y, además, afirmó que el álbum representa "una nueva temporada de música y arte".

## Grabaciones
En 2013, Tinashe comenzó a trabajar en su álbum de estudio debut. Las sesiones de grabación se llevaron a cabo en Los Ángeles, Londres, Atlanta, Nueva York y Toronto. Tinashe trabajó con varios productores, incluidos Clams Casino, Ryan Hemsworth, Stuart Matthewman, Mike Will Made It, DJ Mustard, T-Minus, Boi-1da, Fisticuffs, Best Kept Secret, Ritz Reynolds y más. Durante una entrevista, Tinashe reveló que había estado grabando y produciendo el álbum durante dos años, comparó sus mixtapes que había creado en un mes, Tinashe comparó el proceso con su álbum como diferente debido a que trabajó con otros productores, durante sus mixtapes. Tinashe tomó todas las "decisiones", pero al grabar el álbum estaba trabajando con otras "personas creativas" y tenía que sentirse "cómoda". Durante la grabación del álbum, Tinashe grabó y produjo en el estudio de su casa en su dormitorio, donde produjo algunos de los interludios incluidos en el álbum, que describió como "más ajustados" que su producción anterior.

## Composición
Aquarius explora una variedad de géneros que incluyen R&B, R&B alternativo, y pop. Dean Van Nguyen de NME describió la música del álbum como una mezcla del "R&B alternativo decadente" de The Weeknd y el "ciber-pop seductor" de Aaliyah. August Brown de Los Angeles Times calificó la música del álbum como "un mundo extraño y maravilloso de ritmo experimental" que comparó con otros cantantes de PBR&B, incluidos FKA twigs y Kelela, y continuó diciendo que el álbum tiene ritmo y swing "pero atraviesa la melancolía". Andy Kellman de AllMusic describió el estilo musical del álbum como en su mayoría "poco iluminado, con un ritmo lento y unido con varios interludios", que Kellman describió como influenciado por The Velvet Rope de Janet Jackson. Dean Van Nguyen de NME destacó la producción del álbum por ser "sintética" y contener "[l]as atmósferas lúcidas y reptantes lideradas por ritmos y teclas" junto con "minimalismo, ritmos contundentes y electrónica". Andy Kellman de AllMusic describió el producción como "entrelazada con pequeños detalles, giros sutiles e intensificación gradual". alternativa que ha transformado el género urbano a lo grande recientemente". Sally-Anne Hurley de theMusic.com.au dijo que el álbum "cae en algún lugar entre el R&B convencional y apto para la radio y la alternativa electrónica de la nueva era que ha transformado el género urbano a lo grande recientemente".

### Canciones
El álbum abre con la introducción "Aquarius", que presenta una producción "espacial" con una estética soul susurrante, seguida de "Bet", que presenta a Dev Hynes. "Bet" es una "mística" con letras de "montar o morir", que descartó a los "haters". La canción se cierra con Devonté Hynes interpretando un outro de guitarra. "Cold Sweat" es una canción dinámica que ve a Tinashe observando amigos falsos y el servilismo general que viene con el estrellato. La producción de la canción "comienza lentamente antes de convertirse en un péndulo de sintetizadores", seguida del primer interludio del álbum titulado "Nightfall". "2 On" es una canción electrónica de R&B, que marca una ligera desviación del turbio R&B alternativo de sus mixtapes. La canción presenta "teclas efervescentes", "acentos de cuerdas de sintetizador", chasquidos de dedos, trap hi-hats, ritmos electrónicos y suspiros distantes y fríos. La canción presenta una muestra del sencillo de Sean Paul de 2005 "We Be Burnin'", con la línea "Just give me the trees and we can smoke it ya/Just give me the drink and we can pour it ya" que aparece en medio ocho. Líricamente, la canción es un himno carpe-diem acerca de estar "super exaltado, super extra en cualquier emoción que sea".
"All Hands on Deck" es una canción de crunk&B. Comprende una línea de bajo gruesa y un desglose de flauta de pan. Destacado como un cambio de pistas más dulces y tímidas en Aquarius, Tinashe solicita una técnica de gruñido en su entrega vocal, Se observó que el contenido lírico de la canción combinaba una instrucción de baile con el tema de post-cáustico. retraso en el crecimiento de la ruptura, es decir, en la letra, "Kiss the old me goodbye / She's dead and gone". Retrata el escenario de una mujer que conserva su confianza y abraza su vida amorosa después de una ruptura.

## Lanzamiento y promoción
Al promocionar el álbum, Tinashe comenzó a interpretar el sencillo principal "2 On". Primero interpretó la canción en el SXSW Festival 2014. También la interpretó en el concierto Power 106 LA, Capital Xtra, Rinse FM, V100.7/Milwaukee's Family Affair, The Vipor Room y Hot 97's Who's Next. Drake también la invitó al escenario para interpretar el remix de la canción en Houston. Tinashe interpretó la canción en The Wendy Williams Show el 21 de julio de 2014. En octubre la interpretó en Jimmy Kimmel Live!. También apareció en The Tonight Show Starring Jimmy Fallon e interpretó el sencillo "All Hands on Deck" en Late Night with Conan O'Brien en abril de 2015.
En marzo de 2015, Tinashe fue anunciada como uno de los actos de apertura de la etapa norteamericana de The Pinkprint Tour de Nicki Minaj, junto con Meek Mill, Rae Sremmurd y Dej Loaf. En septiembre y octubre de 2015, Tinashe realizó una gira por Sudamérica con Katy Perry en The Prismatic World Tour. La gira de conciertos debut de Tinashe, el Aquarius Tour, visitó América del Norte, Europa, Oceanía y Asia.

### Sencillos
"2 On", que presenta al rapero estadounidense Schoolboy Q, fue lanzado el 21 de enero de 2014 como el sencillo principal de Aquarius. Impactó a la radio contemporánea rítmica y contemporánea urbana de Estados Unidos el 18 de marzo de 2014. La canción alcanzó el puesto 24 en el Billboard Hot 100, el número 53 en la lista UK Singles Chart y pasó cuatro semanas en la cima de la lista Billboard Rhythmic. El 24 de noviembre de 2014, "2 On" fue certificado platino por la Recording Industry Association of America (RIAA) por envíos de un millón de unidades.
El segundo sencillo del álbum, "Pretend" con ASAP Rocky, fue lanzado el 22 de agosto de 2014. "All Hands on Deck" se envió a la radio contemporánea urbana estadounidense el 24 de febrero de 2015, como el tercer y último sencillo del álbum.

## Recepción comercial
Aquarius debutó en el número 17 en el Billboard 200, vendiendo 18.821 copias en su primera semana. En su segunda semana de ventas, el álbum cayó al número 64 en la lista con 4950 copias vendidas. El álbum también alcanzó el número dos en la lista Top R&B Albums y el número tres en la lista Top R&B/Hip-Hop Albums. Hasta diciembre de 2015, Aquarius había vendido 70 000 copias en los Estados Unidos.

## Lista de canciones
| N.º | Título                              | Productor(es)     | Duración |  |
| 1.  | «Aquarius»                          | Ritz Reynolds     | 3:55     |  |
| 2.  | «Bet» (con Devonté Hynes)           | DJ Dahi           | 5:40     |  |
| 3.  | «Cold Sweat»                        | Boi-1da           | 5:12     |  |
| 4.  | «Nightfall (Interlude)»             | Tinashe           | 0:07     |  |
| 5.  | «2 On» (con Schoolboy Q)            | McFarlane         | 3:47     |  |
| 6.  | «How Many Times» (con Future)       | Cameron           | 3:36     |  |
| 7.  | «What Is There to Lose (Interlude)» | Legacy            | 0:31     |  |
| 8.  | «Pretend» (con ASAP Rocky)          | Detail            | 3:53     |  |
| 9.  | «All Hands on Deck»                 | Stargate          | 3:41     |  |
| 10. | «Indigo Child (Interlude)»          | Evian Christ      | 1:30     |  |
| 11. | «Far Side of the Moon»              | Nwaneri           | 4:05     |  |
| 12. | «The Calm (Interlude)»              | Tinashe           | 0:30     |  |
| 13. | «Feels Like Vegas»                  | Stargate          | 4:01     |  |
| 14. | «Thug Cry»                          | Mike Will Made It | 3:28     |  |
| 15. | «Deep in the Night (Interlude)»     | Tinashe           | 0:57     |  |
| 16. | «Bated Breath»                      | Reynolds          | 5:49     |  |
| 17. | «Wildfire»                          | Michel            | 3:37     |  |
| 18. | «The Storm (Outro)»                 | Tinashe           | 1:24     |  |

| Edición exclusiva en Best Buy - bonus track |                 |               |          |  |
| N.º                                         | Título          | Productor(es) | Duración |  |
| 19.                                         | «Watch Me Work» | Nic Nac       | 4:29     |  |

| Edición en Japón - bonus track |                                 |               |          |  |
| N.º                            | Título                          | Productor(es) | Duración |  |
| 19.                            | «Watch Me Work»                 | Nic Nac       | 4:29     |  |
| 20.                            | «Vulnerable» (con Travis Scott) | Boi-1da       | 3:26     |  |

| Edición limitada para Google Play en Estados Unidos |                                                         |               |          |  |
| N.º                                                 | Título                                                  | Productor(es) | Duración |  |
| 19.                                                 | «All Hands on Deck» (remix; con Iggy Azalea o Dej Loaf) |               | 4:01     |  |
| 20.                                                 | «Pretend» (remix; con Jeezy)                            |               | 4:13     |  |